# Pterolophia scopulifera
Pterolophia scopulifera là một loài bọ cánh cứng trong họ Cerambycidae.